# Abbaye de Balerne
L'abbaye de Balerne est une abbaye cistercienne du Jura disparue à la Révolution. 
Fondée au début du XIIe siècle, elle occupait le fond de la reculée de Balerne à une petite dizaine de kilomètres de Champagnole dans le département du Jura. Elle a constitué un des premiers établissements religieux d'importance dans la Comté de Bourgogne qui deviendra la Franche-Comté ; son importance et sa richesse se sont maintenues jusqu'à la fin du XVe siècle où elle est devenue une abbaye en commende. L'abbaye déclinera ensuite et n'aura plus que quelques moines au moment de la Révolution qui fera disparaître l'institution et les bâtiments, vendus comme bien national.
Problème de dénomination : presque toujours désigné sous le nom d'abbaye de Balerne, l'établissement religieux est parfois appelé  « abbaye Saint-Pierre de Balerne » mais on trouve aussi « abbaye Notre-Dame de Balerne ».

## Situation géographique

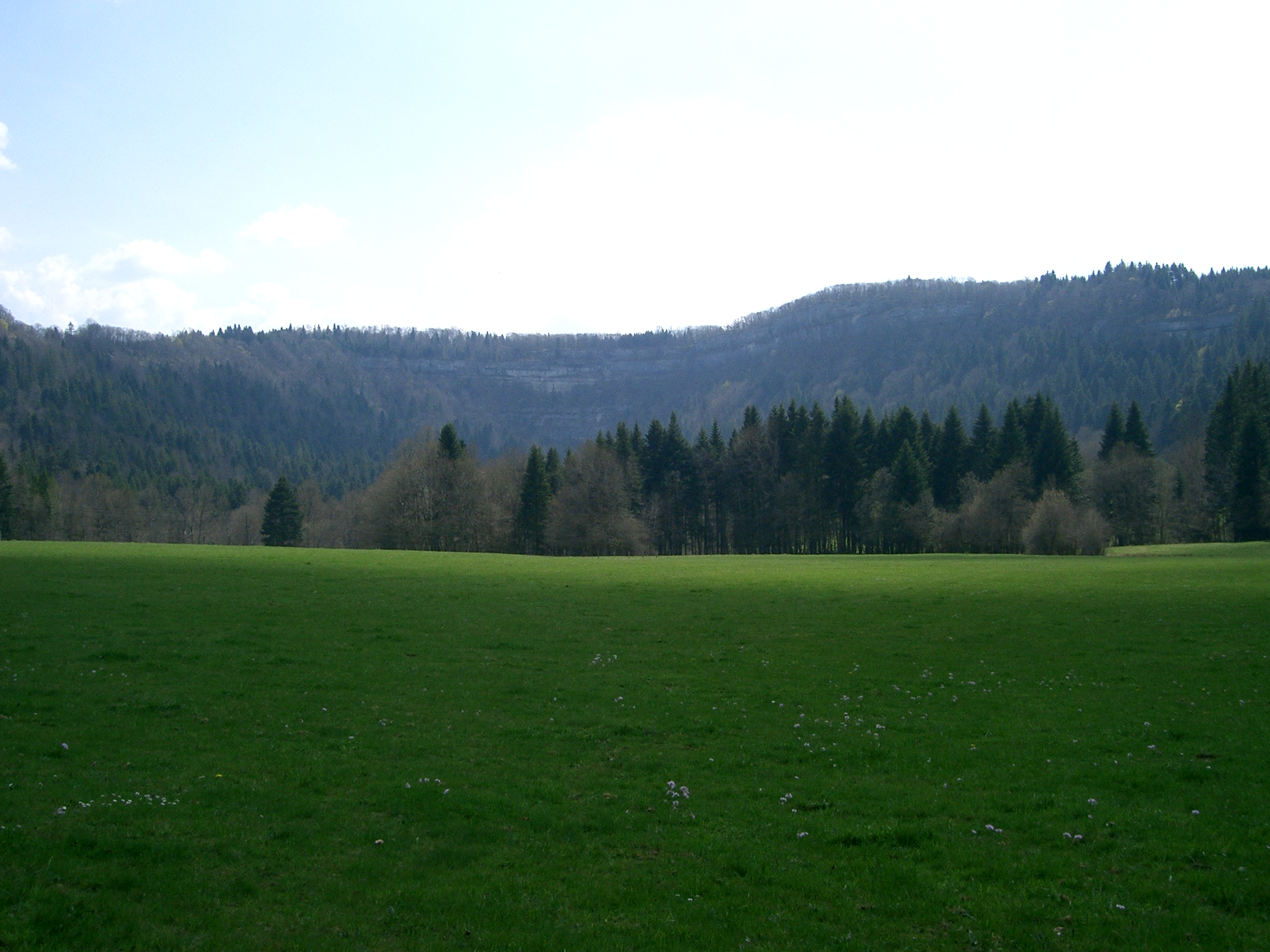
La reculée de Balerne.

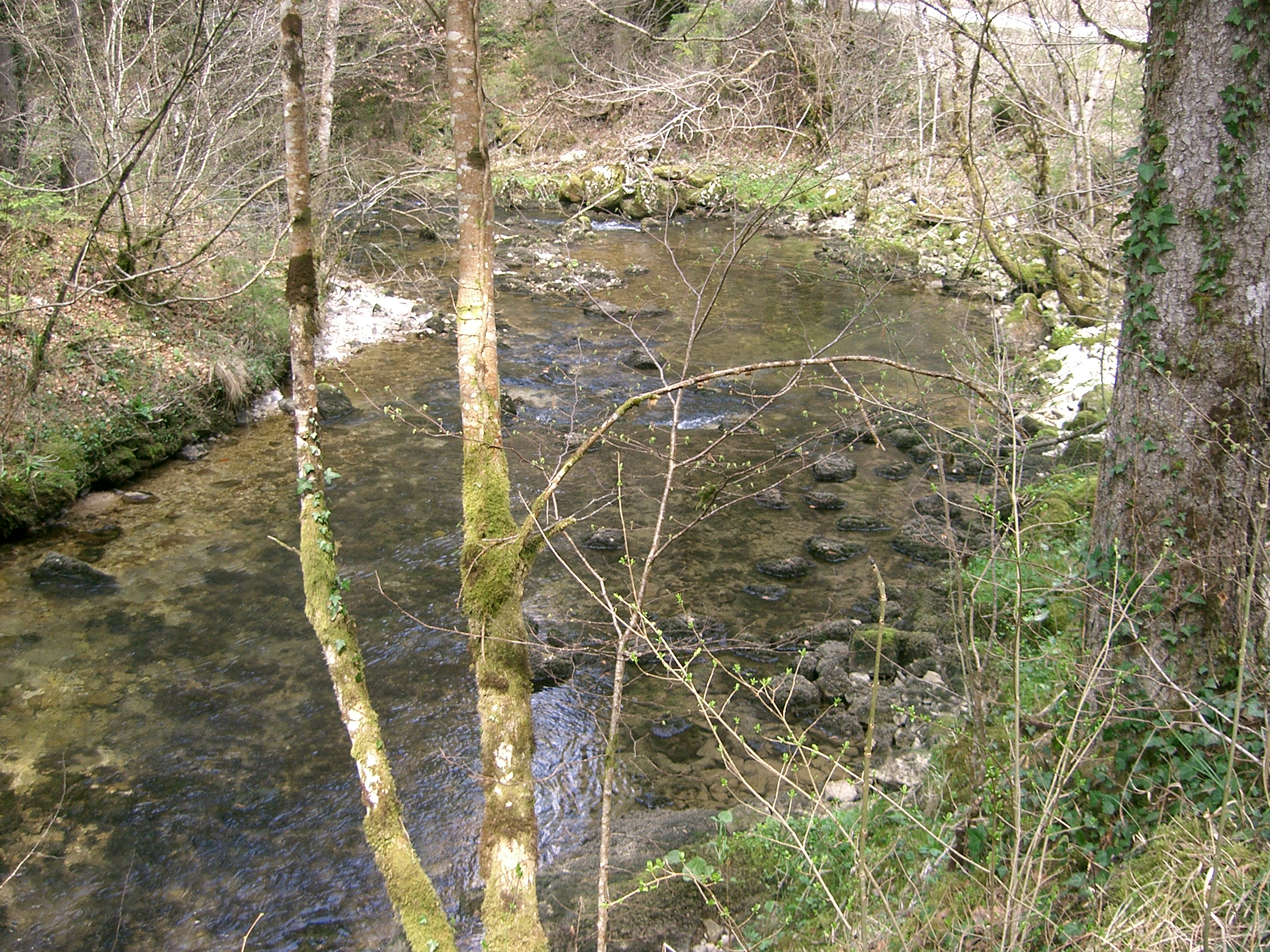
La Balerne près de l'ancienne abbaye.

La situation isolée du site correspondait au vœu d'érémitisme des moines bénédictins qui fondèrent l'abbaye. Le mot « Balerne » viendrait d'ailleurs de la déformation du latin eremus signifiant « isolé » qu'on retrouve dans le mot « ermite » qui a donné des formes comme « valerne » ou « balerne/balerme », ce que justifierait le site de la petite reculée qui entame le second plateau de Loulle et Mont-sur-Monnet, à une petite dizaine de kilomètres au sud-ouest de Champagnole. Le creux de la reculée située sur la commune de Mont-sur-Monnet) est traversée par une petite rivière, la Balerne, qui fournissait l'eau indispensable comme les terres et les bois environnants permettaient une agriculture de subsistance conforme à l'autarcie monastique recherchée.

## Fondation
À la fin du XIe siècle, des moines venus de l'abbaye bénédictine de Molesme, désireux de retrouver une pratique plus pure du monachisme ont créé une fondation dans la vallée d'Aulps en Savoie en 1094. Quelques années plus tard, dans la première décennie du XIIe siècle, ils ont essaimé dans le Jura et fondé dans un « val sauvage » l'abbaye de Balerne, sans doute en 1107, à mi-chemin de Molesme rattaché d'abord au diocèse de Besançon puis de 1742 à 1790  au diocèse de Saint-Claude, province de Lyon. L'établissement s'est fait sur des terres cédées par les seigneurs de Monnet, Guy, vicomte de Salins et son fils Roger, vicomte de Monnet.
Des sources tardives mais très discutées attribuent la fondation de Balerne à des bénédictins venus de Saint-Bénigne de Dijon comme le Répertoire topo-bibliographique des abbayes et prieurés, tome I Gallica.

## Développement

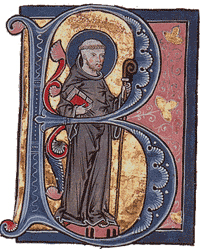
Bernard de Clairvaux, manuscrit du XIIIe siècle.

L'abbaye de Balerne devient indépendante de toute autre abbaye en 1129, mais, à la mort de son abbé Aimon, elle rejoint l'ordre cistercien quelques années plus tard sous la houlette de son nouvel abbé Burcard (ou Bourcard) proche de saint Bernard fondateur de l'abbaye de Clairvaux : le 31 mai 1136 : « les religieux de Balerne quittèrent le froc bénédictin (habit brun)  pour se revêtir de la coule de Clairvaux (de couleur blanche)».
L'abbaye obtient en 1130 la confirmation des revenus liés à l'église de Cognos (à l'emplacement du cimetière actuel du village de Ney) qui assure son indépendance économique, évite la concurrence d'un autre monastère et donne les bases de son développement par suite de donations. La règle cistercienne interdisant la dime sur des biens religieux n'appartenant pas à l'abbaye, l'institution abandonnera pendant un temps ces revenus de l'église de Cognos. 

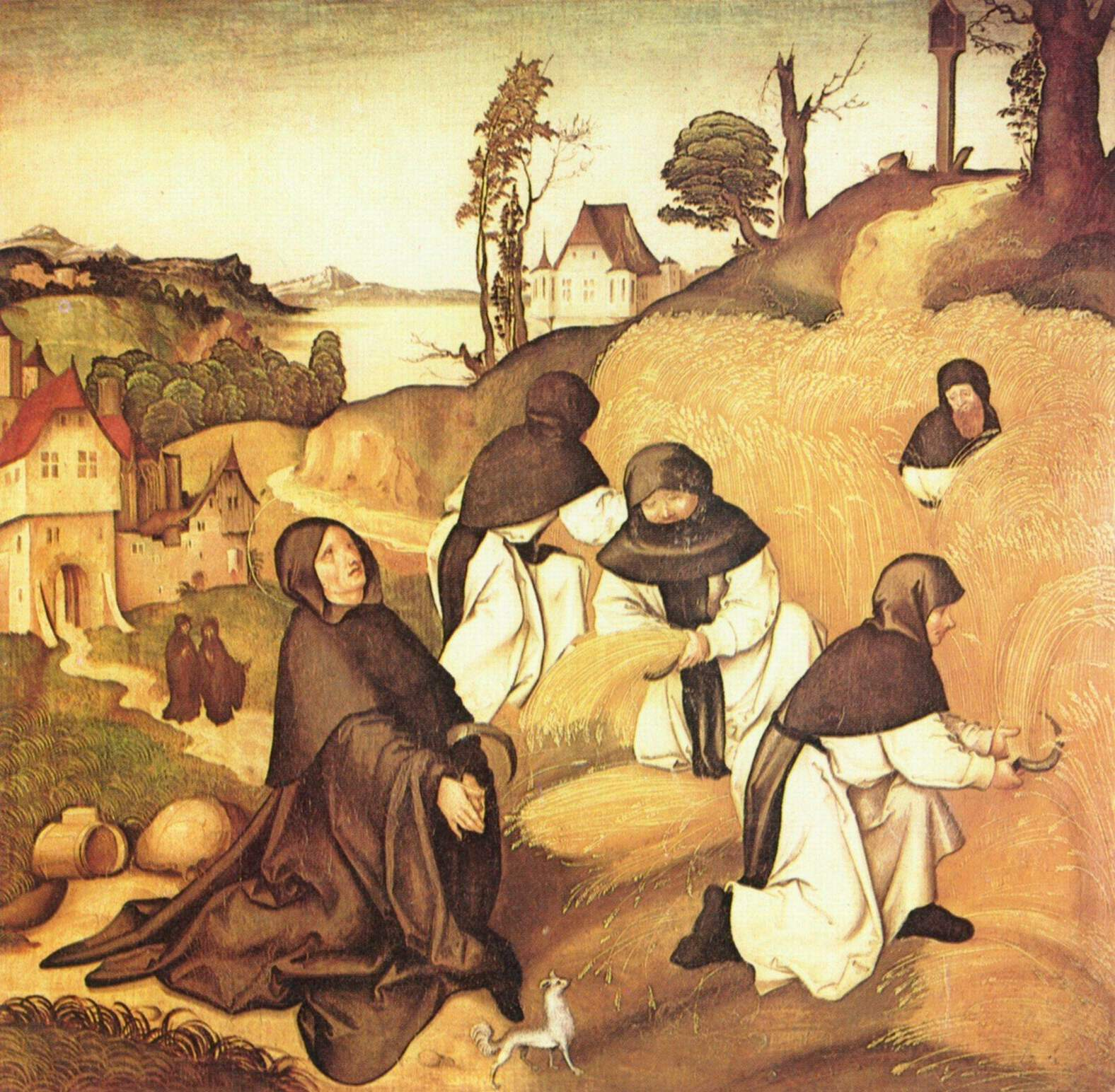
Cisterciens travaillant aux champs.

Le développement de l'abbaye a permis par essaimage la fondation de l'abbaye de Bonmont dans le diocèse de Genève vers 1120 (peut-être fille d'Aups mais rattachée ensuite à Balerne) et de « Buillon-le-Pauvre » (actuellement Chenecey-Buillon) dans la vallée de la Loue en 1147. C'est l'année où les bâtiments étant achevés, l'archevêque de Besançon, Humbert de Scey (1134-1161) vient consacrer solennellement l'église abbatiale.
Les XIe et XIIe siècles voient son importance s'accroître. Ainsi en novembre 1157 l'empereur Frédéric Barberousse prend Balerne sous sa protection et « interdit à ses prévôts de troubler les moines et de leur extorquer de l'argent comme ils avaient coutume de le faire ». L'abbaye de Balerne étend ses possessions au-delà des domaines de Chatelneuf et autour de Le Frasnois en obtenant des domaines viticoles à Poligny et près d'Arbois à Grozon (au hameau disparu de Glénon, au lieudit Vauxy). Elle y établit des « granges » et des prieurés. De même en 1198 le comte de Bourgogne accorde à l'abbaye l'exploitation du sel du « puits salé » de Lons-le-Saunier  qui s'ajoute à des droits sur les salines de Salins-les-Bains.
À la fin du XIIIe siècle, la puissante et riche abbaye doit cependant composer avec les grandes familles seigneuriales comme les Vienne et les Chalon en échange de leur protection. En 1285 l'abbaye de Balerne fait un acte d'association avec Jean Ier de Chalon-Arlay qui fait bâtir, sur les terres de l'abbaye un château-fort qui est baptisé du nom de « Chatelneuf » : la seigneurie de Chatelneuf, dont le chef-lieu était l'abbaye, appartenait par moitié aux sires d'Arlay et aux abbés de Balerne.

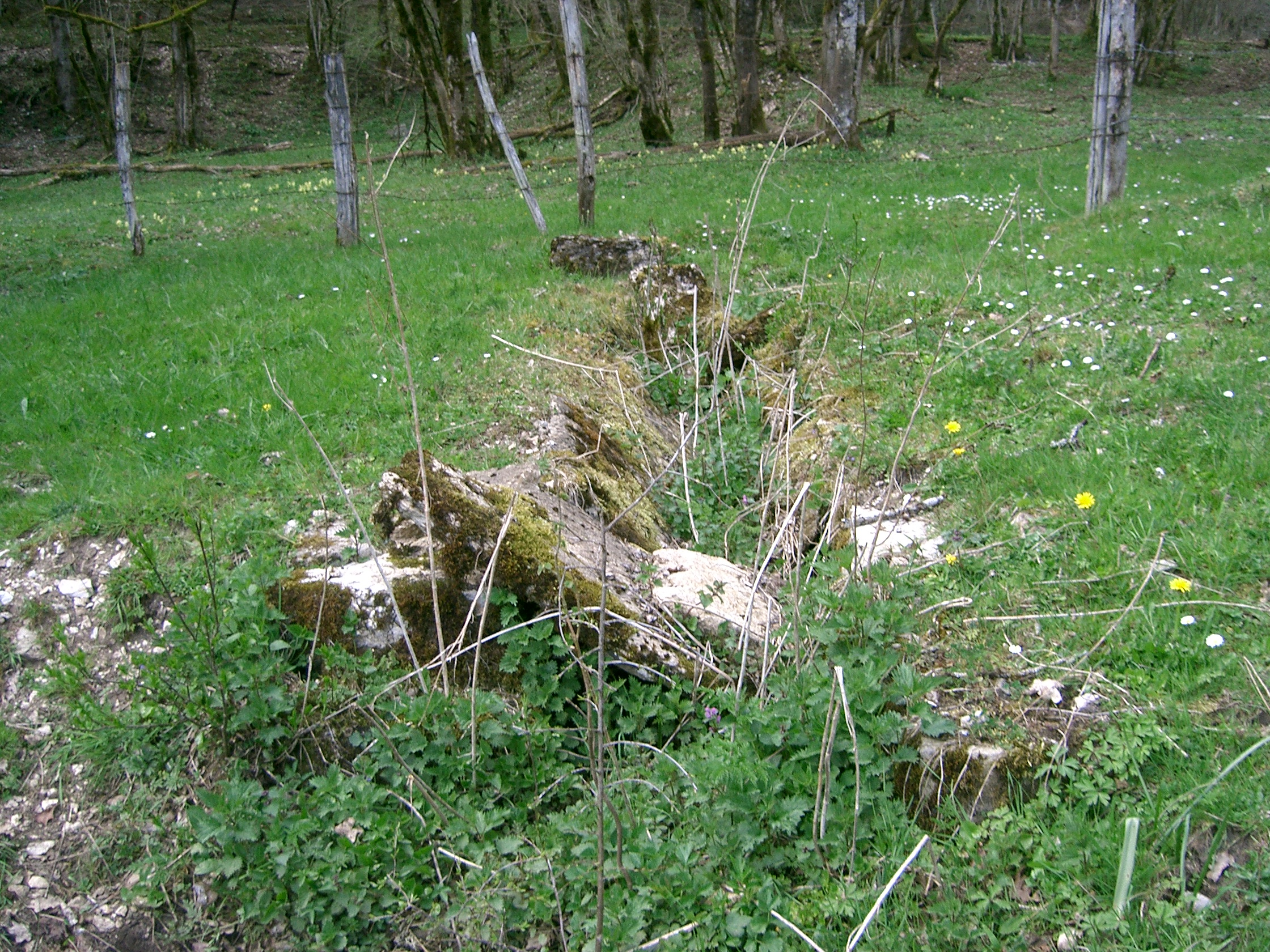
Trace des aménagements des moines à Balerne (petit canal pour dériver une source).

Au XIVe siècle, l'abbaye de Balerne reste cependant dynamique et joue un rôle notable dans la métallurgie jurassienne, travaillant le fer dans ses forges et ses martinets qu'elle installe sur les chutes d'eau de ses domaines.
Comptant plus de trente religieux au début du XVe siècle, l'abbaye est aussi un centre de savoir avec des formations théologiques conformément à la règle de l'ordre de Cîteaux en 1432 et un peu plus tard l'abbé de Balerne fait figure de précurseur en installant dans son abbaye une des premières imprimeries de la région. Un exemple de son rôle est donné par la mission d'inspection des abbayes de Savoie et de Suisse dont fut chargé, en 1486 par le chapitre général de l'ordre, Simon, abbé de Balerne. Plusieurs abbés de Balerne deviendront également abbés d'abbayes plus importantes.

## Décadence et disparition
Les guerres de Bourgogne au temps de Charles le Téméraire, dans le dernier quart du XVe siècle, nuisent à l'abbaye de Balerne qui s'appauvrit et dont le nombre de moines se réduit : elle doit « accenser » (donner en fermage) une grande partie de ses domaines agricoles et perd ainsi peu à peu son rôle de moteur dans l'activité économique de la région.
C'est à cette période du milieu du XVe siècle que Balerne devient une abbaye en commende : Jean Rolin (cardinal) (évêque de Chalon puis d'Autun et bientôt cardinal) a été un temps le premier abbé commendataire de l'abbaye. Jean de Cirey, abbé de Balerne avant d'être élu abbé général de Citeaux en 1476, a tenté de faire abolir la commende de l'abbaye de Balerne mais il n'a réussi que provisoirement : son successeur Simon de Faverney, abbé de Balerne de 1476 à 1499, a été le dernier abbé résident. La commende a été installée définitivement et le titre d'abbé de Balerne a échu à diverses personnalités comme dans la famille bisontine des  Chifflet (Philippe et Jules Chifflet, abbés de 1639 à 1676) ou la famille charentaise des de la Chétardie pendant près d'un demi-siècle avec Jacques et ensuite son cousin Joachim de La Chétardie, « prieur de Saint-Cosme, abbé de Balerne et curé de Saint-Sulpice », mort en 1714. L'abbaye a connu 43 abbés jusqu'en 1755.

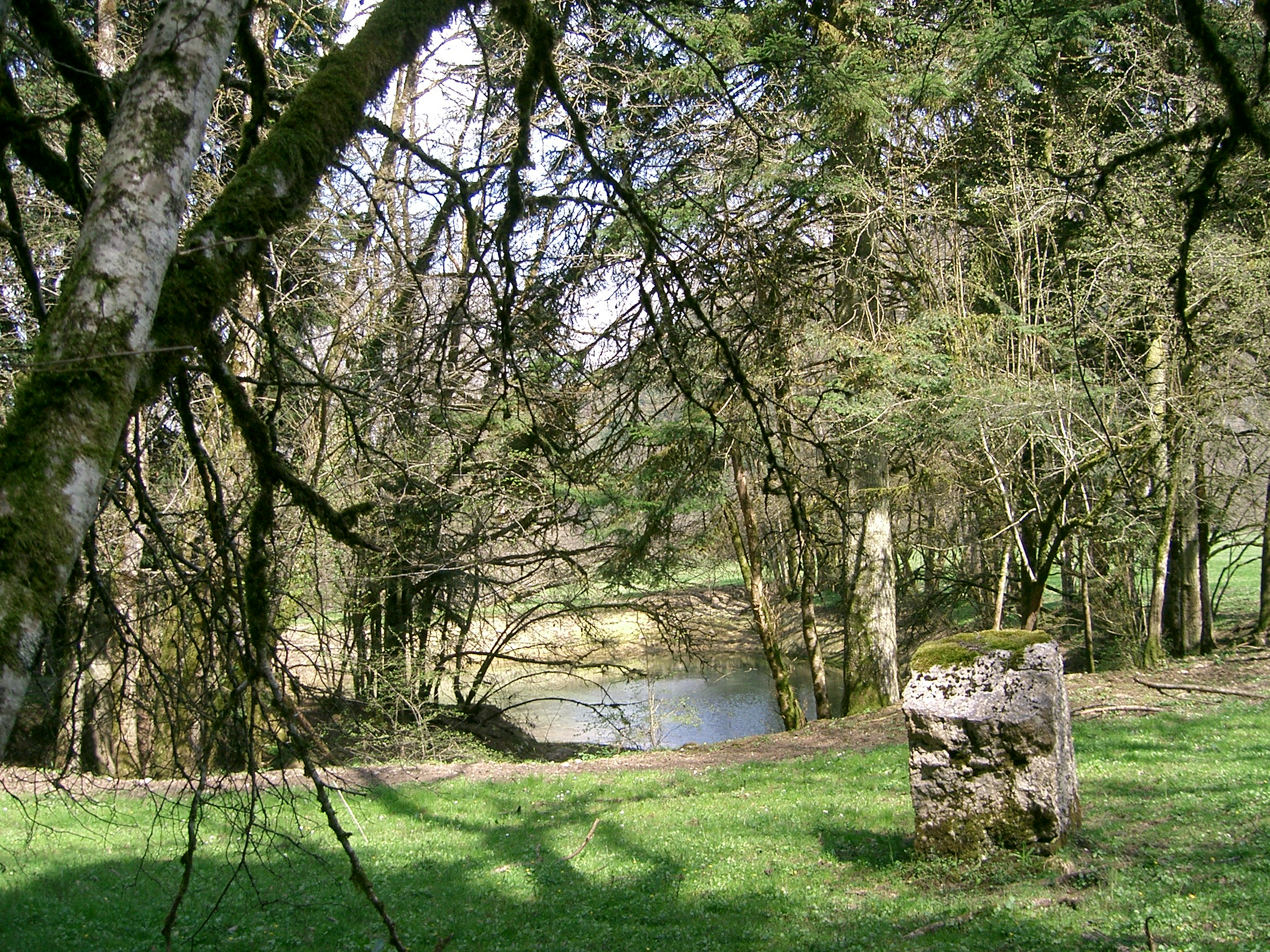
Source aménagée en abreuvoir par les moines de Balerne.

Le 4 novembre 1755, l'église et tous les bâtiments monastiques  ont été détruits par un incendie accidentel causé par un coup de canon tiré en signe de réjouissance. L'abbaye a été reconstruite mais sur un plan beaucoup plus réduit. Le nombre de moines diminue encore : ils ne sont que cinq ou six au moment de la Révolution qui fait disparaître l'institution. L'abbaye et ses dernières possessions sont vendues comme bien national en 1793 et il ne reste presque rien des différents édifices : les lieux sont aujourd'hui occupés par un bâtiment agricole et une maison d'habitation.

## Architecture et description

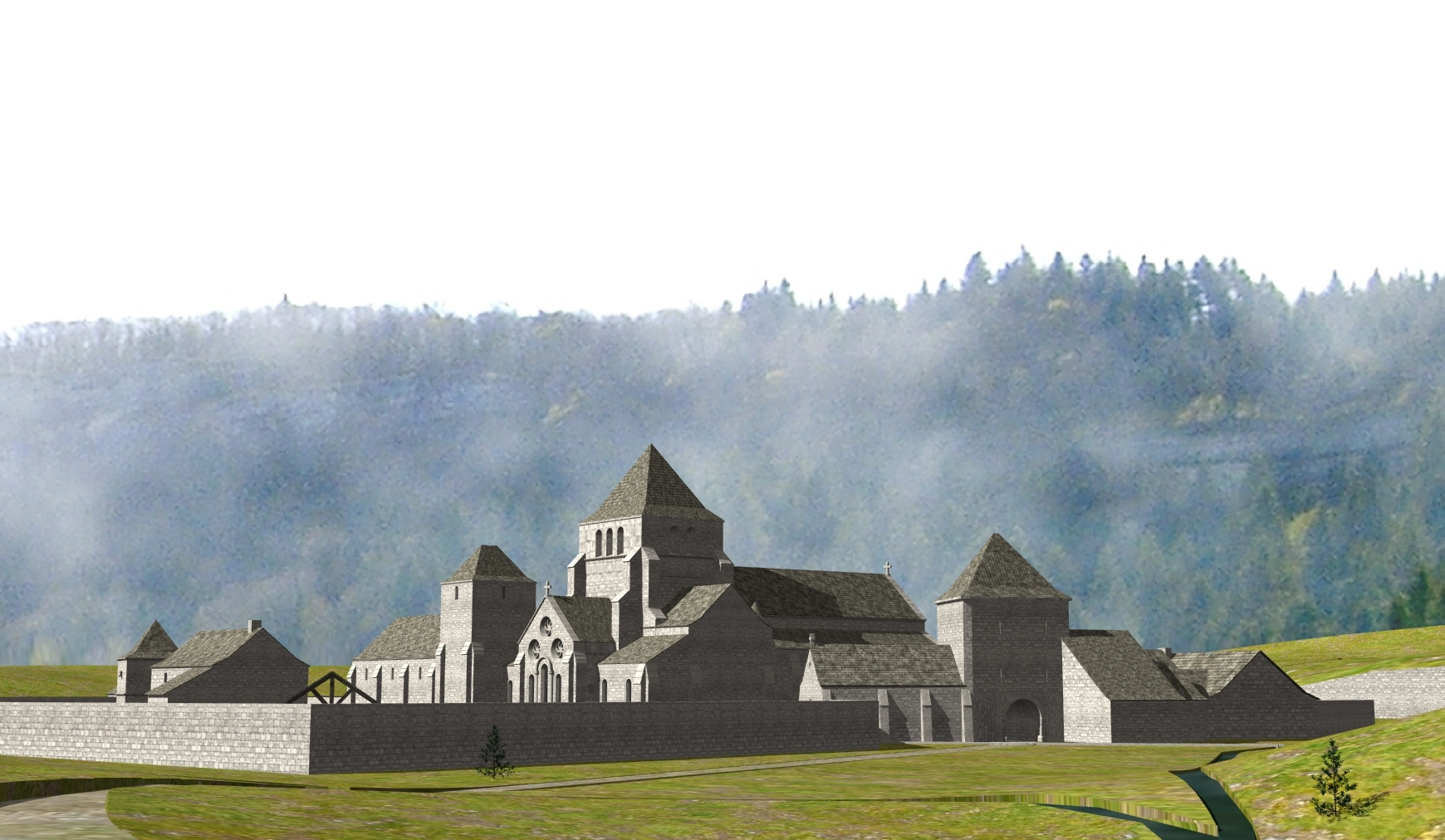
Vue d'ensemble de l'abbaye fin XIIe siècle, vue du nord. Proposition de restitution 3D.

Nous présentons ci-contre et ci-dessous une tentative de reconstitution de l'abbaye dans son état à la fin du XIIe siècle. L'élévation 3D s'est effectuée sur la base des relevés topographiques et restitutions 2D effectuées en 2006 par photographie aérienne, des plans réalisés au début du XVIIIe siècle, et par analogie avec d'autres abbayes influencées par Balerne (Bonmont, Buillon), ou ayant pu l'influencer (Fontenay). Les limites nord-est et nord-ouest de l'enceinte sont incertaines car disparues et en partie absentes des plans du géomètre Moyne réalisés en 1718. Toutefois la topographie des lieux nous permet d'avancer l'hypothèse que cette dernière fermait l'accès à l'est de la porterie jusqu'à proximité du ruisseau de la Balerne, et rejoignait à l'ouest l'enceinte du verger et jardin.

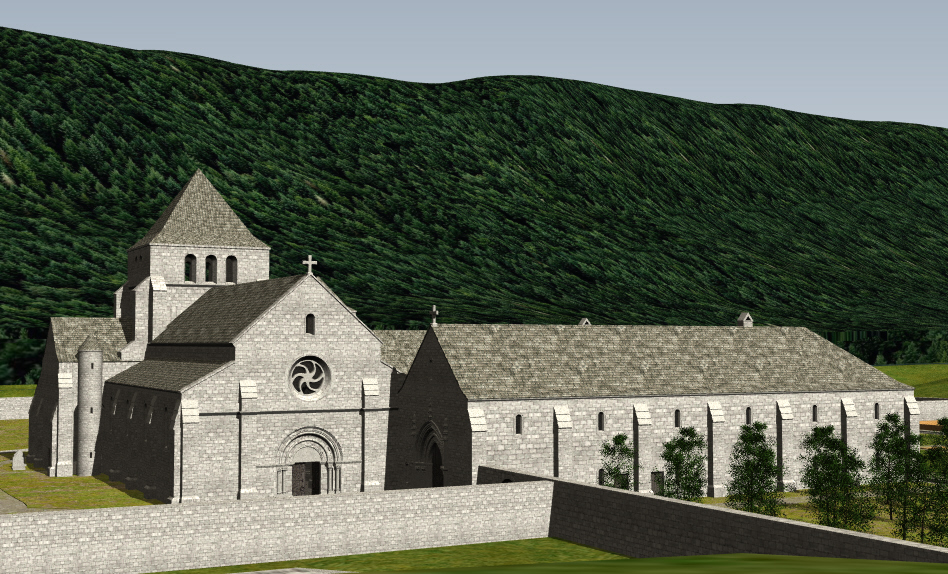
Tentative de restitution numérique : abbatiale et bâtiment des convers au XIIe siècle vus du nord-ouest.

Seule une partie des structures relevées par photo aérienne à l'est des bâtiments abbatiaux a été interprétée : « tour des archives » (ancien clocher ?), vivier ou lavoir (?), hôtellerie (?), colombier (?), et grange ou grenier.
Il est très vraisemblable que d'autres bâtiments annexes aient existé (forges, entrepôts agricoles, greniers...) et n'ont pas encore été repérés. Seule une campagne de fouilles permettrait de révéler plus en détail les édifices disparus et la compréhension de l'articulation complète de l'abbaye à son âge d'or.

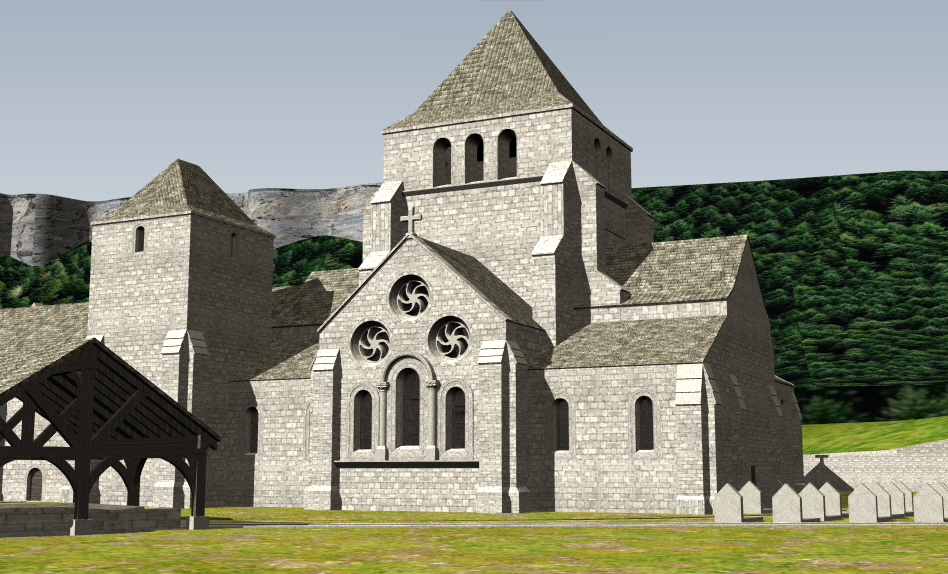
Façade orientale de l'abbatiale au XIIe siècle. Tentative de restitution numérique.

## Filiation et dépendances
Balerne est fille de l'abbaye de Clairvaux et mère de celle de Notre-Dame de Billon.

## Compléments
- L'abbaye de Balerne avait son sceau, formé d'éléments des armes de ses protecteurs : « écu tiercé en bandes, au premier d'azur, au lion d'or, billeté de même ; au deux de gueules à la bande d'or ; au troisième d'or à l'aigle éployé de sable »[19].

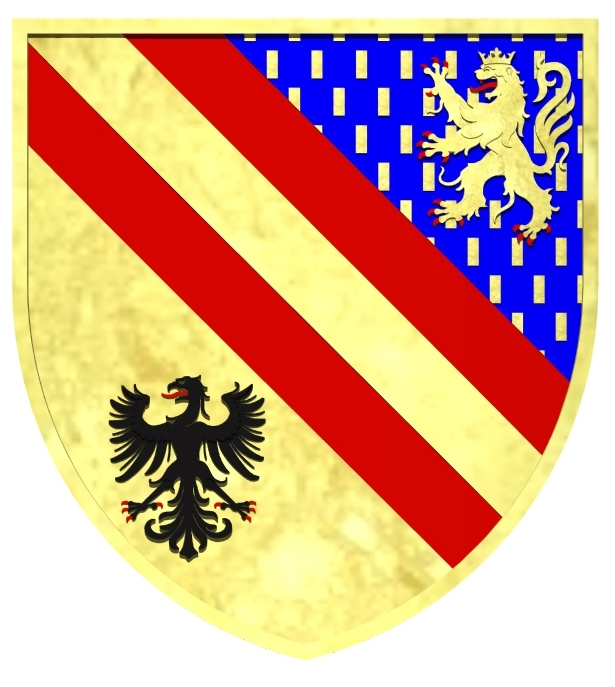
Reconstitution du blason de Balerne.

- On a pu étudier les traces des constructions qui composaient l'abbaye de Balerne à la suite de la sécheresse de 1976. L'église à trois nefs de quatre travées avait une longueur d'environ 40 mètres. La jouxtaient les bâtiments monastiques conformes au plan cistercien organisés autour d'un cloître carré de 28 mètres de côté. La reconstruction au milieu du XVIIIe siècle après l'incendie général a modifié la disposition initiale et l'aspect médiéval[20].

- Un deuxième relevé topographique a été effectué d'après photo aérienne prise au cours de l'été 2006 révélant de nouvelles structures et fondations qui fit l'objet d'un article publié dans les Dossiers d'Archéologie (no 340, pages 4 à 9) par Nathalie Bonvalot (ingénieur au Service régional de l'archéologie de Franche-Comté, CNRS, UMR 6249 Chrono-Environnement, Besançon) et Jacques Aubert (prospecteur aérien).

- La période récente a retrouvé d'une certaine façon la source de l'implantation religieuse locale en créant la Paroisse « Les Monts de Balerne » (avec pour Saint patron Saint Bernard[Lequel ?]) qui englobe les villages environnants.